# Some Fine Old Chestnuts
Some Fine Old Chestnuts è un album in studio del cantante e attore statunitense Bing Crosby, pubblicato nel 1954.

## Tracce
1. Do You Ever Think of Me (Earl Burtnett, John Cooper, Harry D. Kerr) – 2:42
2. I Never Knew (That Roses Grew) (Ted Fio Rito, Gus Kahn) – 2:37
3. Somebody Loves Me (Buddy DeSylva, George Gershwin, Ballard MacDonald) – 2:02
4. After You've Gone (Henry Creamer, Turner Layton) – 2:03
5. Sleepy Time Gal (Joseph Reed Alden, Raymond B. Egan, Ange Lorenzo, Richard A. Whiting) – 2:31
6. Dinah (Harry Akst, Sam M. Lewis, Joe Young) – 2:20
7. I Never Knew (I Could Love Anybody) (Raymond B. Egan, Roy Marsh, Thomas Pitts) – 1:45
8. I Can't Give You Anything but Love, Baby (Dorothy Fields, Jimmy McHugh) – 2:29